# Recetas de medianoche
Recetas de medianoche, llamado Midnight Rx en la versión original, es un episodio perteneciente a la decimosexta temporada de la serie animada Los Simpson, emitido originalmente el 16 de enero de 2005. El episodio fue escrito por Marc Wilmore y dirigido por Nancy Kruse. En este episodio, Homer decide contrabandear medicamentos desde Canadá con ayuda del Abuelo Simpson luego de que estos se hacen muy caros en Springfield.

## Sinopsis
Todo comienza cuando el Sr. Burns reserva el Museo del Aire y del Espacio de Springfield para una fiesta de la Planta Nuclear. Allí, Burns actúa extrañamente amable con sus empleados. En el final de la fiesta, anuncia que terminará el plan de prescripción de medicamentos para los empleados. Los trabajadores lo persiguen, pero Burns logra escapar en un maltrecho avión. En la casa, los Simpson tratan de figurarse cómo podrían pagar los medicamentos, sin la ayuda de los planes del trabajo. Homer decide conseguir otro trabajo, pero no logra hallar algún puesto que tenga el plan. Otras compañías siguen el ejemplo de Burns y todos los planes de obras sociales y medicamentos por prescripción son cancelados. 
En el Asilo de Springfield, todos los medicamentos son imposibles de pagar, y el personal decide dejar ir a todos los residentes. El Abuelo Simpson aparece ante Homer con un plan para conseguir medicamentos para Springfield. Juntos van a Winnipeg, Manitoba (Canadá) y, con la ayuda de Johnny, un amigo del Abuelo de la época de la Segunda Guerra Mundial, logran tener acceso ilimitado a los medicamentos y se llevan grandes cantidades de los mismos. Luego los llevan a Estados Unidos y a Springfield, en donde son muy bien recibidos. Más tarde, Apu y Ned le preguntan a Homer si podrían conseguir otro tipo de drogas para sus hijos. Él acepta, y todos juntos vuelven a Canadá. En el camino de regreso, Ned le ofrece café a los otros y le da una taza a Apu. Sin embargo, el increíblemente caliente café causa que Apu delire sin control, y Ned le da una toalla húmeda para calmarlo; esto hace que Apu luzca como un musulmán. Cuando el guardia de frontera los ve, cree que Apu es un terrorista y, cuando Homer trata de calmar a los guardias, éstos ven los medicamentos y los envían a la cárcel. Luego se les permite dejar Canadá, con la condición de que jamás regresen. 
Mientras tanto, la tiroides de Smithers sufre un colapso y descubre que no puede pagar la medicina que necesita. Con su asistente agonizando, Burns vocifera que movería el cielo y la tierra para salvarlo. Luego, lleva a Homer y al Abuelo con su avión a conseguir drogas. Una vez que se hacen con ellas, vuelven a Springfield, pero el avión pierde altitud y Burns salta con los paracaídas de Homer y el Abuelo. Terminan estrellándose en el Ayuntamiento de Springfield, casi chocando la patrulla del jefe Wiggum. Wiggum arresta al Abuelo (Aunque solo por haberlo despertado de una siesta), pero la gente de Springfield protesta, ya que él había conseguido todas sus medicinas. Wiggum deja ir al Abuelo.
Mientras tanto, Burns lleva a su mansión con la medicina de Smithers y, luego de dársela, éste vuelve en sí. Burns entonces decide volver a instaurar el plan de drogas para todos sus empleados de tiempo completo. Homer vuelve a obtener su trabajo con Burns.